# 戈都族
戈都族是越南官方认定的54个民族之一，分布在越南的承天顺化省和广南省一带，以及老挝的塞公省、沙拉湾省和占巴塞省。根据1999年人口普查，越南境内的戈都族有50,458人。
他们说戈都语，是南亚语系孟-高棉语族的一种语言。